# Hila Kulik
Hila Kulik (hebräisch הילה קוליק; * um 1989 in Afula) ist eine israelische Jazzmusikerin (Piano, Arrangement, Komposition).

## Leben und Wirken
Kulik begann im Alter von sieben Jahren mit dem Klavierunterricht. Sie studierte an der Rimon School for Music und am Israeli Conservatory Striker in Tel Aviv und ist Absolventin der Jerusalemer Akademie für Musik und Tanz (2010). Zwischen 2014 und 2016 absolvierte sie den Masterstudiengang in Jazzdarbietung des Queens College in New York City.
Mit ihrer Band trat Kulik weltweit auf; ihr Debütalbum More Than a Change erschien 2023 bei MishMash. Auch arbeitete sie mit Jazzmusikern wie der Sängerin Cyrille Aimée, dem Trompeter Wayne Tucker, dem Saxophonisten Antonio Hart und anderen zusammen. 2011 wurde sie beim International Red Sea Jazz Festival in Eilat vorgestellt und nahm an der Jazzproduktion A Tribute to Louis Armstrong mit dem niederländischen Trompeter Michael Varekamp teil. Weiterhin trat sie bei Festivals wie Canary Jazz oder Northwest Jazz Festival auf. Sie ist auch auf Alben von Eric Hutchinson zu hören.
Ferner arbeitet Kulik als Koordinatorin im Jazzprogramm an der Aaron Copland School of Music des Queens College.

## Preise und Auszeichnungen
Kulik, die an verschiedenen Wettbewerben in Israel, Russland und den USA teilnahm, gewann 2009 den ersten Preis beim israelischen Wettbewerb Jazz Player of the Year.